# نوفي ساد
نوفي ساد مدينة في صربيا يمر بها نهر الدانوب وهي عاصمة مقاطعة فويفودينا التي كان المجريون يشكلون غالبية سكانها قبل هجرة الصرب إليها، يبلغ عدد سكان المدينة حوالي 300 ألف نسمة وهي ثاني مدينة في صربيا بعد العاصمة بلغراد.
مساحة المدينة مع ضواحيها 699 كيلومتر مربع ومساحة البناء حوالي 129.4 كيلومتر مربع.
تعتبر اليوم مركزاً صناعياً مهماً في صربيا.

## المناخ
| البيانات المناخية لـ{{{location}}}            | البيانات المناخية لـ{{{location}}} | البيانات المناخية لـ{{{location}}} | البيانات المناخية لـ{{{location}}} | البيانات المناخية لـ{{{location}}} | البيانات المناخية لـ{{{location}}} | البيانات المناخية لـ{{{location}}} | البيانات المناخية لـ{{{location}}} | البيانات المناخية لـ{{{location}}} | البيانات المناخية لـ{{{location}}} | البيانات المناخية لـ{{{location}}} | البيانات المناخية لـ{{{location}}} | البيانات المناخية لـ{{{location}}} | البيانات المناخية لـ{{{location}}} |
| الشهر                                         | يناير                              | فبراير                             | مارس                               | أبريل                              | مايو                               | يونيو                              | يوليو                              | أغسطس                              | سبتمبر                             | أكتوبر                             | نوفمبر                             | ديسمبر                             | المعدل السنوي                      |
| --------------------------------------------- | ---------------------------------- | ---------------------------------- | ---------------------------------- | ---------------------------------- | ---------------------------------- | ---------------------------------- | ---------------------------------- | ---------------------------------- | ---------------------------------- | ---------------------------------- | ---------------------------------- | ---------------------------------- | ---------------------------------- |
| الدرجة القصوى °م (°ف)                         | 18.7 (65.7)                        | 22.4 (72.3)                        | 28.4 (83.1)                        | 31.0 (87.8)                        | 34.2 (93.6)                        | 37.6 (99.7)                        | 41.6 (106.9)                       | 40.0 (104.0)                       | 37.4 (99.3)                        | 29.3 (84.7)                        | 26.9 (80.4)                        | 21.0 (69.8)                        | 41.6 (106.9)                       |
| متوسط درجة الحرارة الكبرى °م (°ف)             | 3.7 (38.7)                         | 6.1 (43.0)                         | 12.0 (53.6)                        | 17.7 (63.9)                        | 23.0 (73.4)                        | 25.8 (78.4)                        | 28.1 (82.6)                        | 28.3 (82.9)                        | 23.6 (74.5)                        | 18.0 (64.4)                        | 10.5 (50.9)                        | 4.8 (40.6)                         | 16.8 (62.2)                        |
| المتوسط اليومي °م (°ف)                        | 0.2 (32.4)                         | 1.6 (34.9)                         | 6.4 (43.5)                         | 11.8 (53.2)                        | 17.3 (63.1)                        | 20.1 (68.2)                        | 21.9 (71.4)                        | 21.6 (70.9)                        | 16.9 (62.4)                        | 11.8 (53.2)                        | 5.9 (42.6)                         | 1.5 (34.7)                         | 11.4 (52.5)                        |
| متوسط درجة الحرارة الصغرى °م (°ف)             | −3.1 (26.4)                        | −2.4 (27.7)                        | 1.5 (34.7)                         | 6.2 (43.2)                         | 11.3 (52.3)                        | 14.1 (57.4)                        | 15.5 (59.9)                        | 15.3 (59.5)                        | 11.4 (52.5)                        | 6.9 (44.4)                         | 2.2 (36.0)                         | −1.5 (29.3)                        | 6.5 (43.7)                         |
| أدنى درجة حرارة °م (°ف)                       | −28.6 (−19.5)                      | −24.2 (−11.6)                      | −19.9 (−3.8)                       | −6.2 (20.8)                        | −0.4 (31.3)                        | 0.2 (32.4)                         | 6.6 (43.9)                         | 6.9 (44.4)                         | −1.6 (29.1)                        | −6.2 (20.8)                        | −13.8 (7.2)                        | −24.0 (−11.2)                      | −28.6 (−19.5)                      |
| الهطول مم (إنش)                               | 39.1 (1.54)                        | 31.4 (1.24)                        | 42.5 (1.67)                        | 49.2 (1.94)                        | 63.0 (2.48)                        | 91.4 (3.60)                        | 64.3 (2.53)                        | 57.5 (2.26)                        | 53.8 (2.12)                        | 52.7 (2.07)                        | 53.8 (2.12)                        | 48.8 (1.92)                        | 647.3 (25.48)                      |
| متوسط أيام هطول الأمطار (≥ 0.1 mm)            | 12                                 | 10                                 | 11                                 | 12                                 | 13                                 | 12                                 | 10                                 | 9                                  | 10                                 | 9                                  | 11                                 | 13                                 | 132                                |
| متوسط الرطوبة النسبية (%)                     | 85                                 | 79                                 | 71                                 | 67                                 | 66                                 | 69                                 | 68                                 | 68                                 | 72                                 | 76                                 | 82                                 | 86                                 | 74                                 |
| ساعات سطوع الشمس الشهرية                      | 64.8                               | 99.0                               | 156.4                              | 190.1                              | 250.8                              | 269.4                              | 303.6                              | 285.8                              | 205.7                              | 158.9                              | 92.4                               | 58.4                               | 2٬135٫3                            |
| المصدر: Hydrometeorological Service of Serbia |                                    |                                    |                                    |                                    |                                    |                                    |                                    |                                    |                                    |                                    |                                    |                                    |                                    |

## توأمة
لنوفي ساد اتفاقيات توأمة مع كل من:
- مودينا (1974 - )[14]
- بانيا لوكا (2006 - )
- تشانغتشون (1981 - )[14]
- بودفا (1996 - )[14]
- دورتموند (5 أكتوبر 1982 - )[14]
- غوميل (8 مايو 2013 - )
- إيليوبولي (1994 - )[14]
- نورتش (1989 - )[14]
- بيتش (2009 - )[14]
- تيميشوارا (3 أغسطس 2005 - )[14]
- فرارة
- لفيف (7 مايو 2005 - )[15]
- نيجني نوفغورود (2006 - )[14]
- إيركوتسك
- لوبلين

## معرض الصور

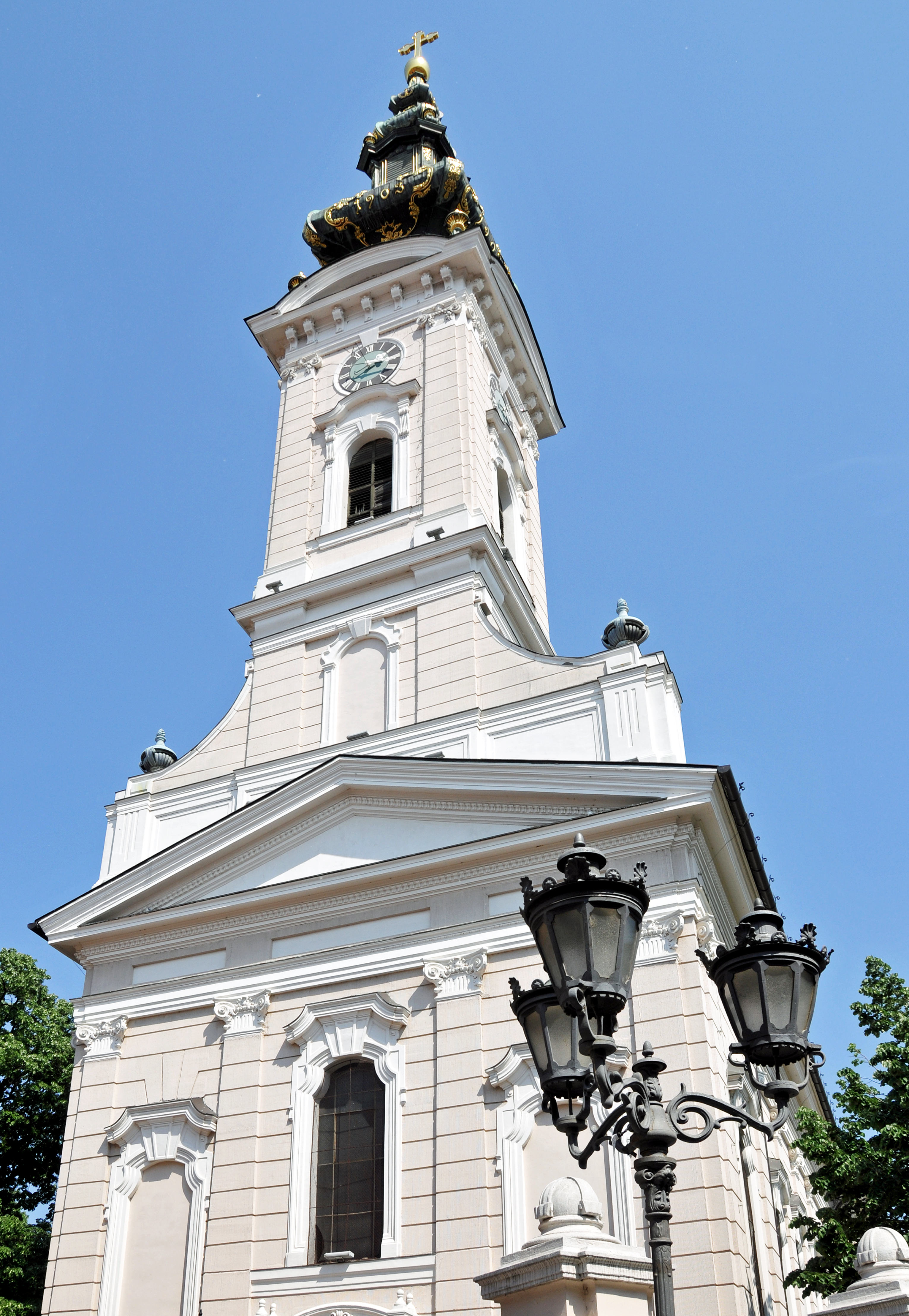
كاتدرائية سانت جورج
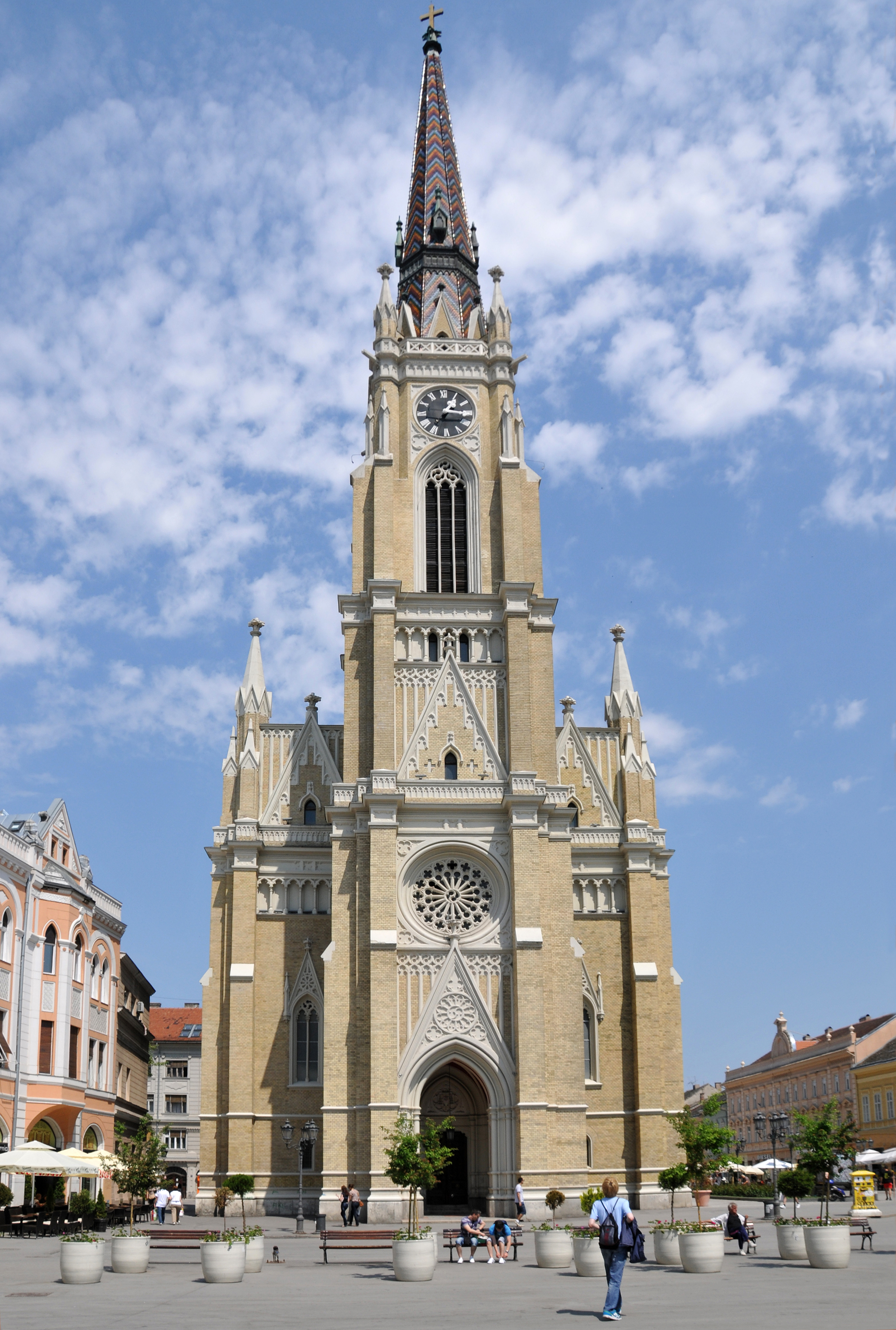
كنيسة السيدة العذراء
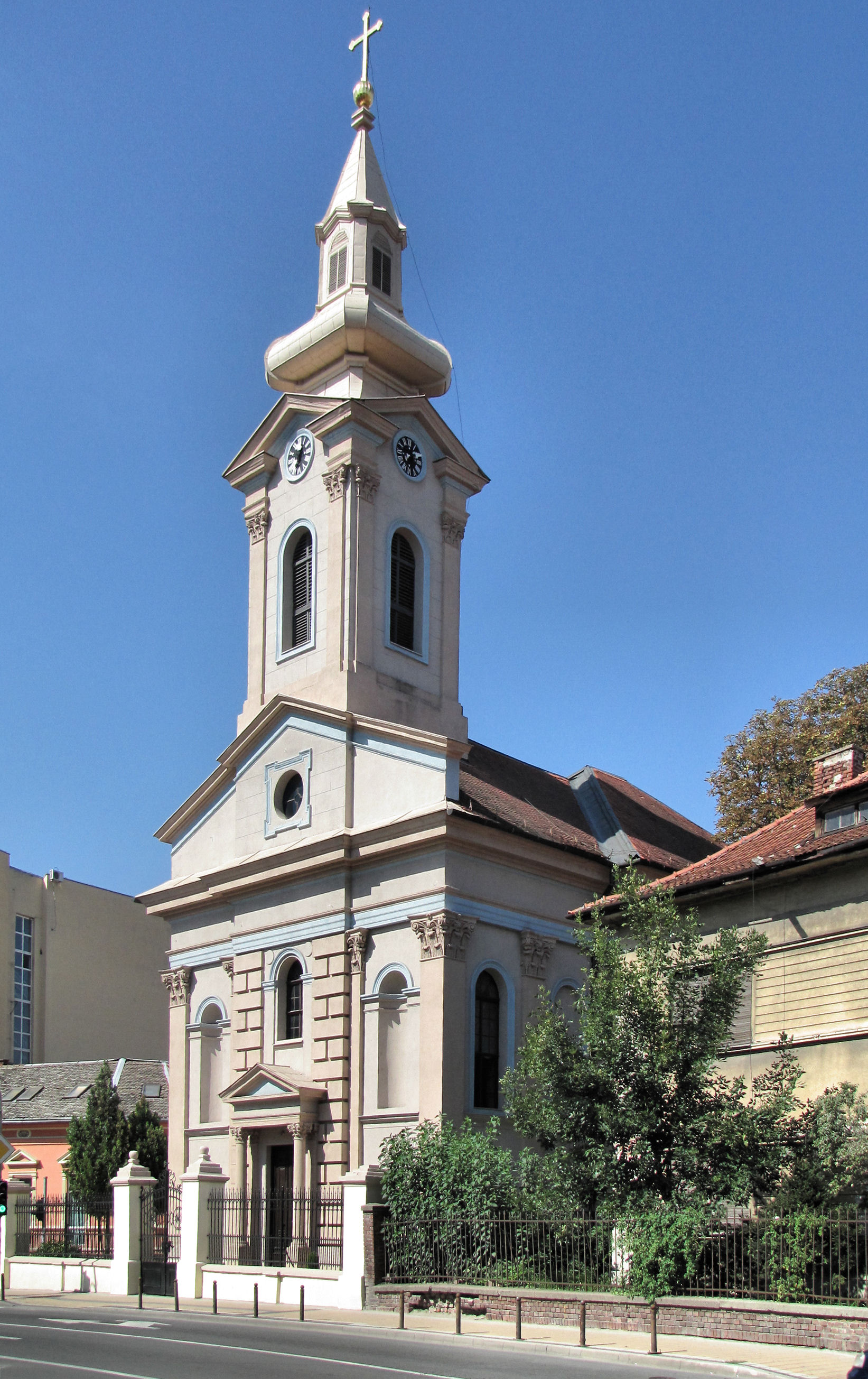
الكنيسة اللوثرية
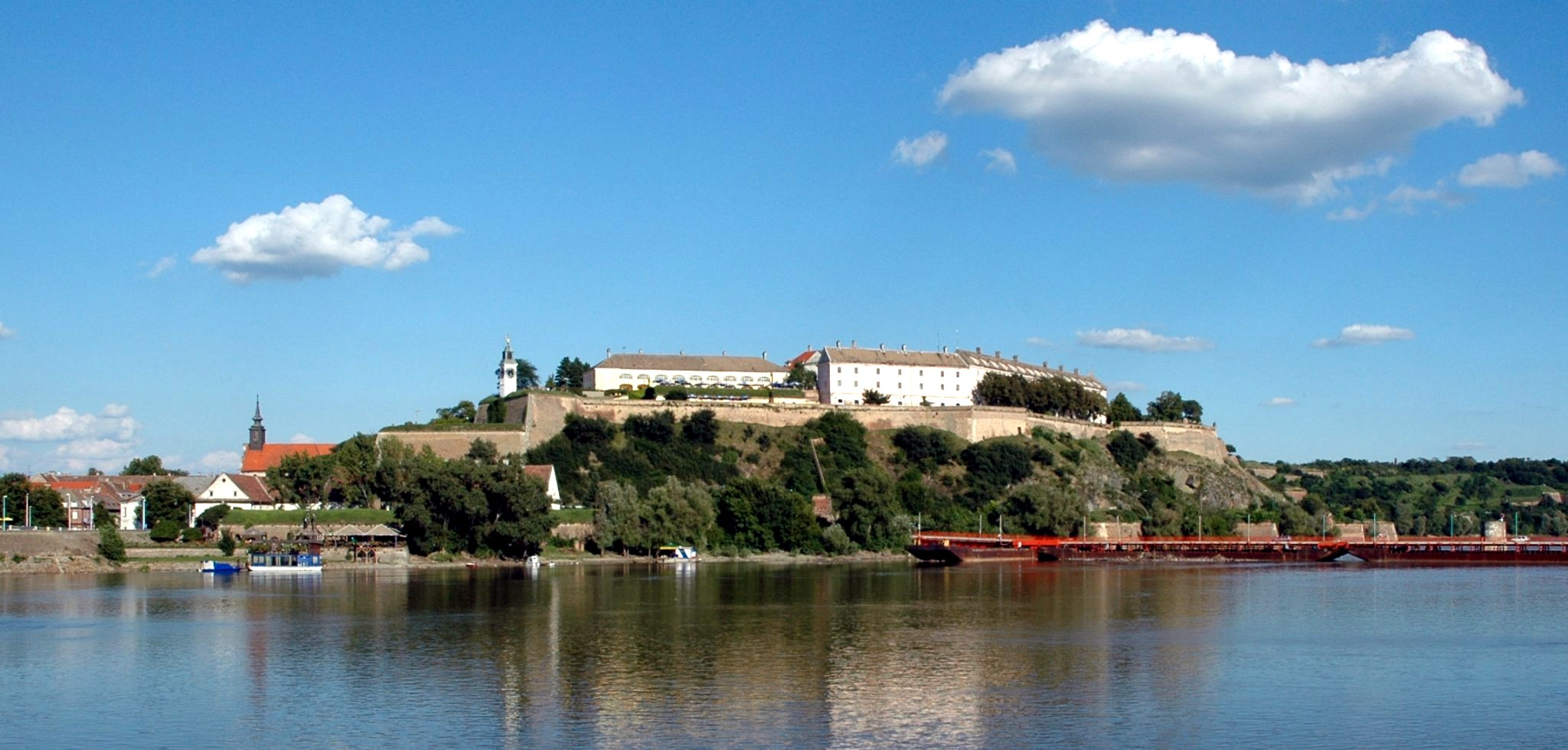
نهر الدانوب في نوفي ساد
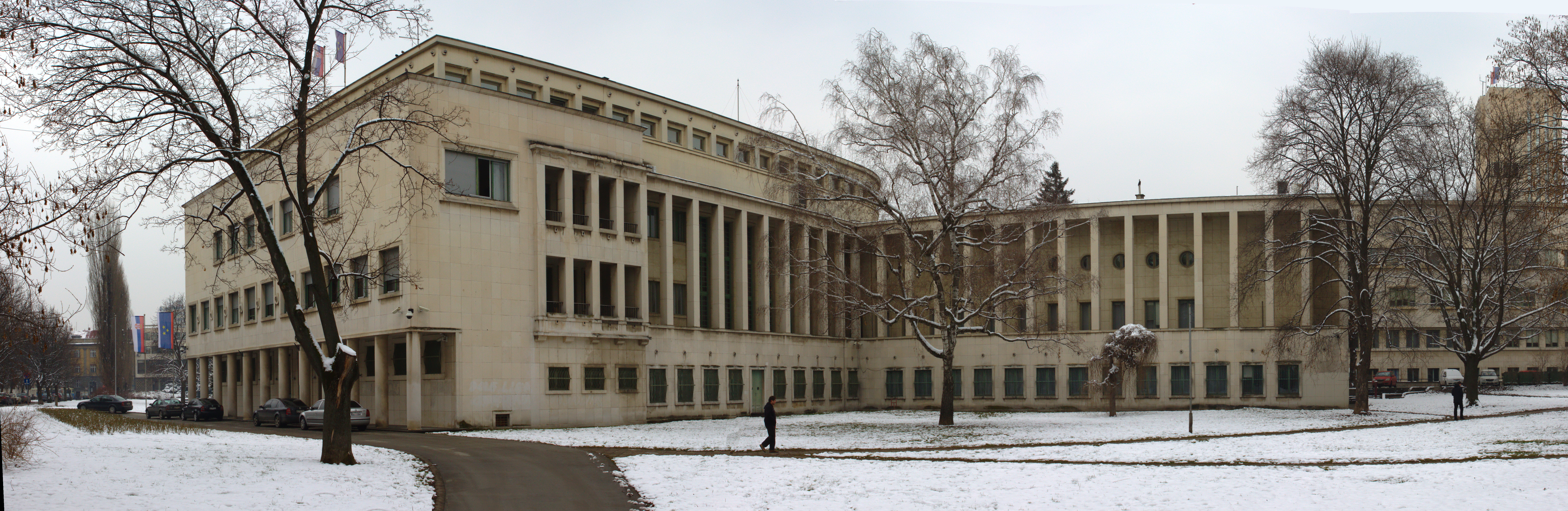
قصر بانوفينا في نوفي ساد (مقر أجتماع برلمان فويفودينا)

## أعلام
- إيفيكا بريزيتش
- داركو ميليسيتش
- سلافيسا يوكانوفيتش
- دوبريفوي تريفيتش
- نيمانيا رادويا
- فويادين بوشكوف
- دوبروساف كريستيتش
- زاركو نيكوليتش
- مونيكا سيليش
- فلادا أفراموف